# Askeaton Fen Complex SAC
Askeaton Fen Complex SAC este o arie protejată (arie specială de conservare — SAC, sit de importanță comunitară — SCI) din Irlanda întinsă pe o suprafață de 284,29 ha, integral pe uscat.

## Localizare
Centrul sitului Askeaton Fen Complex SAC este situat la coordonatele 52°34′55″N 8°55′08″W / 52.581995°N 8.918751°V.

## Înființare
Situl Askeaton Fen Complex SAC a fost declarat sit de importanță comunitară în septembrie 2004 pentru a proteja un număr necunoscut de specii din flora spontană și fauna sălbatică aflate în arealul zonei. Situl a fost protejat și ca arie specială de conservare în decembrie 2017.

## Biodiversitate
Situată în ecoregiunea atlantică, aria protejată conține 2 habitate naturale: Mlaștini calcaroase cu Cladium mariscus și specii de Caricion davallianae, Mlaștini alcaline.
La baza desemnării sitului se află un număr nedeclarat de specii protejate.